# Kombinat Industrielle Mast

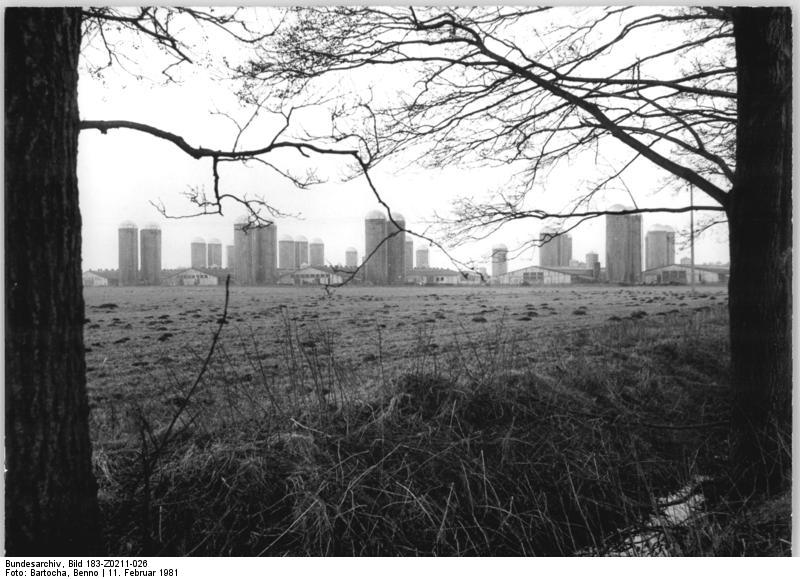
Rindermastanlagen in Ferdinandshof (bis 1969 VEB KIM Ferdinandshof)

Das Kombinat Industrielle Mast (KIM) war ab 1967 eine staatliche Betriebsform in der Landwirtschaft (speziell der Tierproduktion) der DDR. In diesem Kombinat wurden in Großbetrieben vor allem Masthähnchen (Broiler), Gänse, Eier, Mastschweine und Mastrinder produziert. Derartige Betriebe waren in der gesamten DDR verteilt. Die Geflügelproduktionsbetriebe wurden abwertend auch „Hühner-KZ“ genannt. Für die Werbung wurde das Kürzel KIM zu „Köstlich! Immer marktfrisch!“ umfunktioniert. Fehlte es am Fleisch, wurden die Vorzüge von Eiergerichten durch KIM-Werbungen gepriesen: „Nimm ein Ei mehr!“ Derartige Werbungen gab es in der DDR bereits seit 1958, als es „nach Jahren der Entbehrung plötzlich Eier im Überfluss gab“. Damals hießen die Slogans „Hühnerfleiß zum Sommerpreis - nimm eins mehr“ und „Ei und Ei ist vielerlei“.
Zu Beginn der 1980er Jahre wurden die verschiedenen Kombinate Industrielle Mast in Kombinatsbetriebe des übergeordneten Kombinats Industrielle Tierproduktion umgewandelt. Dieses entstand 1984 aus der VVB Industrielle Tierproduktion und war dem Ministerium für Land-, Forst- und Nahrungsgüterwirtschaft unterstellt.
Die Bestandsgrößen der Einzelbetriebe waren außerordentlich hoch, es gab Betriebe mit bis 1 Million Legehennen, 1,6 Mio. Hähnchen oder 200.000 Schweinen. Diese großen Bestände waren mit den damit verbundenen großen Kot- und Güllemengen ökologisch bedenklich, und auch die Vorbeugung gegen Tierseuchen war schwierig.
KIM-Standorte waren u. a.:

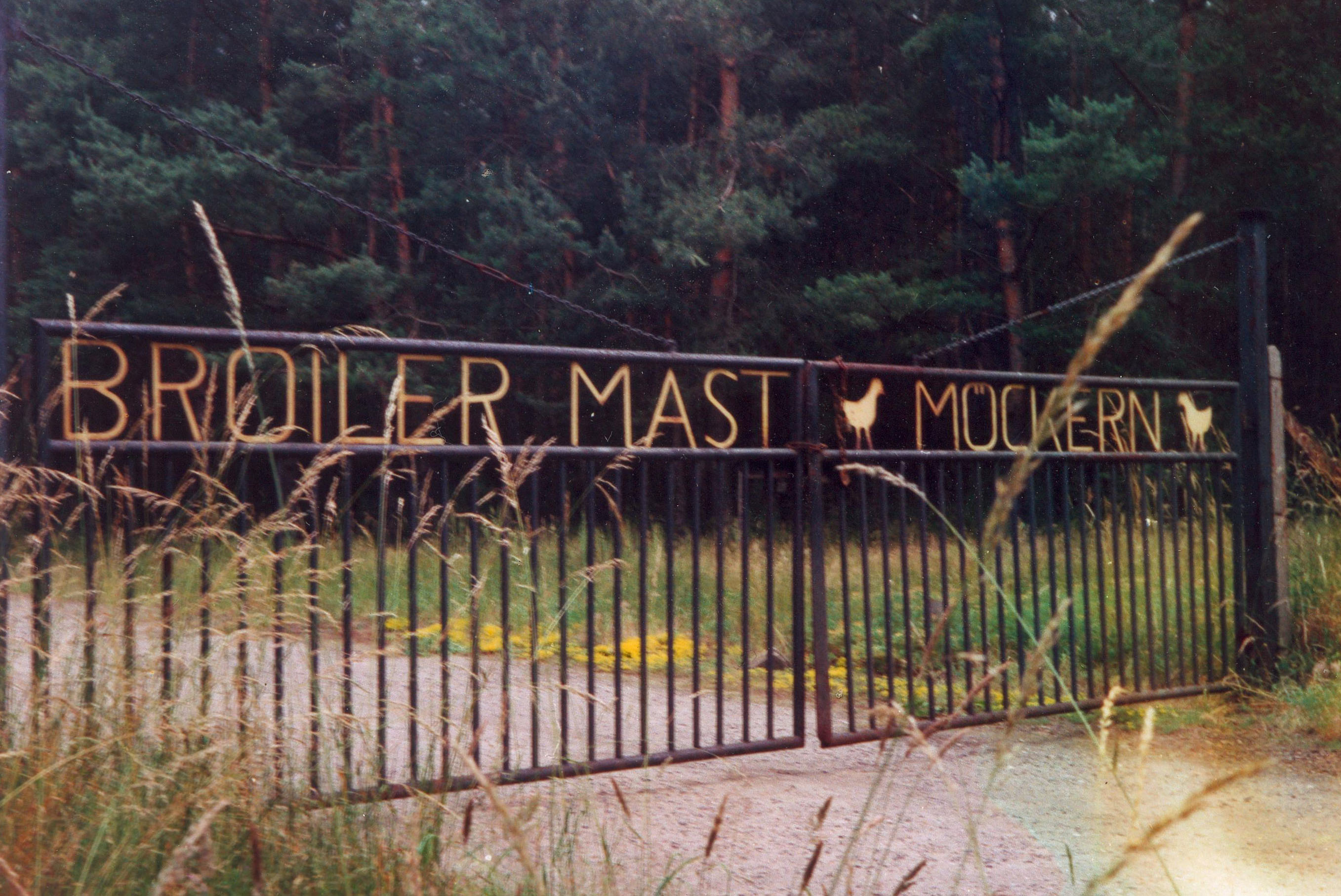
KIM-Betrieb Broiler Mast Möckern

- Bestensee bei Königs Wusterhausen (ursprünglicher Musterbetrieb[7])
- Borna bei Leipzig[8]
- Deersheim am Huy
- Gutenberg bei Halle
- Hermsdorf bei Gera
- Mockrehna bei Leipzig
- Taucha bei Leipzig
- Möckern bei Magdeburg
- Wandersleben (Drei Gleichen) bei Gotha
- Merbitz bei Halle
- Neukirchen bei Chemnitz
- Radeburg bei Dresden
- Roggosen bei Cottbus
- Rothemühl im Kreis Ueckermünde
- Niederlehme bei Berlin
- Sandbeiendorf bei Tangerhütte
- Spreenhagen bei Berlin
- Trappenfelde bei Berlin
- Schweinemast- und Zuchtanlage Lichterfelde bei Eberswalde; 200.000 Schweine[9]